# MPEG-4 Part 14
« MP4 » redirige ici. Pour les autres significations, voir MP4 (homonymie).
 (janvier 2021).
Si vous disposez d'ouvrages ou d'articles de référence ou si vous connaissez des sites web de qualité traitant du thème abordé ici, merci de compléter l'article en donnant les références utiles à sa vérifiabilité et en les liant à la section « Notes et références ».

Relations entre les formats ISO Base Media et MP4.

MPEG-4 Part 14, ou MP4, également appelé ISO/CEI 14496-14, est une partie de la norme MPEG-4 spécifiant un format conteneur pour encapsuler des données de type multimédia (audio ou vidéo essentiellement). L'extension de nom de fichier généralement associée à ce format est « .mp4 » (d'où le nom « MP4 »).
L'extension « .m4a », bien que non spécifiée dans la norme, est également utilisée, généralement pour des fichiers ne contenant que du contenu de type audio. Les formats audio correspondant étant le AAC (Advanced Audio Coding) ou le ALAC (Apple Lossless).

## Historique
La description du format MP4 a d'abord été spécifiée en s'inspirant du QuickTime File Format (tel qu'il était spécifié en 2001), et intégrée dans la mise à jour de la « Part 1 » de MPEG-4 publiée en 2001,,, (dont le nom précis est ISO/CEI 14496-1:2001). En 2003, une mise à jour des spécifications est intégrée dans la « Part 14 » (dont le nom précis est ISO/CEI 14496-14:2003),, En 2003, la première version du format de fichier MP4 est révisée et remplacée par MPEG-4 Part 14: le format de fichier MP4 (ISO/IEC 14496-14:2003), communément appelé format de fichier MPEG-4 version 2. Les noms « MPEG-4 file format version 1 » et « MPEG-4 file format version 2 » sont parfois utilisés pour différencier ces deux versions des spécifications.